# Ятевая граница

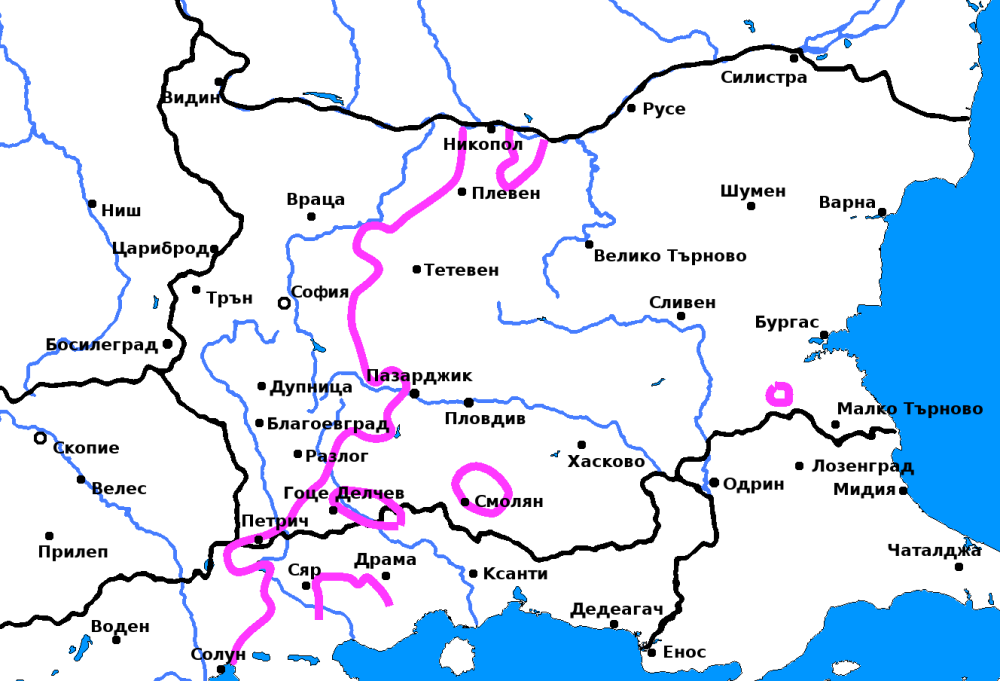
Граница между болгарскими диалектами с произношением дедо, бел и с произношением дядо, бял

Я́тевая грани́ца (болг. ятова граница) — граница восточной и западной частей болгарско-македонского диалектного ареала. Разделяет области распространения болгарского и македонского языков в зависимости от наличия в них того или иного рефлекса праславянской гласной Ѣ (*ě).
В западноболгарских и македонских говорах на месте Ѣ во всех позициях произносится звук [е] (бел, бѐла, бѐло, бѐли), в восточноболгарских на месте той же фонемы в положении перед твёрдым согласным произносят [а], перед мягким — [е] (б’ал, б’àла, б’àло, но бѐли), в ряде восточноболгарских говоров во всех позициях на месте Ѣ произносится только [а] (б’ал, б’àла, б’àло, б’àли). Произношение [а] / [е] характерно для болгарского литературного языка, произношение [е] — для македонского литературного языка.

## В других языках
Рефлексы Ѣ в других славянских языках характеризуются значительным разнообразием:
- в лехитских языках был отмечен процесс так называемой лехитской перегласовки — перед твёрдыми переднеязычными согласными t, d, s, z, n, r, l, гласный *ě (Ѣ) перешёл в [a], а в остальных случаях *ě сохранил произношение как гласный переднего ряда. В частности, в польском языке: biały «белый», biała, białe, но bieli (такой вариант произношения в польском языке считается уже устаревшим и давно успел выйти из употребления - лучше было бы сопаставить прилагательное biały и существительное biel смотри https://odmiana.net/odmiana-przez-przypadki-przymiotnika-biały).
- в русском языке на месте Ѣ гласная [е]: белый, белая, белое, белые. Звук [е] является рефлексом Ѣ также в белорусском языке. В украинском древняя Ѣ реализуется как [i]: білий «белый», біла, біле, білі.
- в штокавском наречии сербохорватского диалектного континуума по произношению рефлекса Ѣ выделяют экавские, иекавские и икавские говоры.